# Ropica congoana
Ropica congoana là một loài bọ cánh cứng trong họ Cerambycidae.